# (406) Erna
(406) Erna est un astéroïde de la ceinture principale découvert par Auguste Charlois le 22 août 1895.
Le nom de l'astéroïde est probablement dérivé du prénom Erna de la fille de l'astronome Friedrich Bidschof (1864-1915), petite fille de l'astronome autrichien Johann Palisa.